# Erika Kinsey
Erika Anna Kristina Kinsey (Nälden, 10 marzo 1988) è un'altista svedese, vincitrice della medaglia d'oro agli Europei juniores del 2007.

## Palmarès
| Anno | Manifestazione    | Sede           | Evento        | Risultato | Prestazione | Note                                     |
| ---- | ----------------- | -------------- | ------------- | --------- | ----------- | ---------------------------------------- |
| 2005 | Mondiali allievi  | Marrakech      | Salto in alto | 5ª        | 1,82 m      |                                          |
| 2006 | Mondiali juniores | Pechino        | Salto in alto | 8ª        | 1,80 m      |                                          |
| 2007 | Europei juniores  | Hengelo        | Salto in alto | Oro       | 1,82 m      |                                          |
| 2009 | Europei under 23  | Kaunas         | Salto in alto | 8ª        | 1,83 m      |                                          |
| 2015 | Mondiali          | Pechino        | Salto in alto | 18ª (q)   | 1,89 m      |                                          |
| 2016 | Mondiali indoor   | Portland       | Salto in alto | 8ª        | 1,93 m      | Miglior prestazione personale stagionale |
| 2016 | Europei           | Amsterdam      | Salto in alto | 22ª (q)   | 1,85 m      |                                          |
| 2016 | Giochi olimpici   | Rio de Janeiro | Salto in alto | 29ª (q)   | 1,85 m      |                                          |
| 2017 | Mondiali          | Londra         | Salto in alto | 21ª (q)   | 1,85 m      |                                          |
| 2018 | Mondiali indoor   | Birmingham     | Salto in alto | 7ª        | 1,84 m      |                                          |
| 2018 | Europei           | Berlino        | Salto in alto | 13ª       | 1,87 m      |                                          |
| 2019 | Europei indoor    | Glasgow        | Salto in alto | 7ª        | 1,91 m      |                                          |
| 2019 | Mondiali          | Doha           | Salto in alto | 18ª (q)   | 1,85 m      |                                          |
| 2021 | Giochi olimpici   | Tokyo          | Salto in alto | 15ª (q)   | 1,93 m      | Miglior prestazione personale stagionale |